# 超解像フィルタ
超解像フィルタ（ちょうかいぞうフィルタ、英:Super Resolution Filter）とは　中心部の透過率が低く、周辺部に行くにしたがって透過率が大きくなるフィルタで、レンズの入射瞳に設置すると、光束の中央部の強度のウエイトが低くなるため、高周波のコントラストを高めることができる。
解像度は向上するが、逆に低周波のコントラストは低下する。また1次回折光の強度が強くなり、エアリーディスクの強度が強くなる。超解像フィルタとは逆の方式にアポダイゼーションがある。 

## 超解像フィルタの原理
スカラー回折理論によれば、重ね合わせの原理で光スポット分布は異なる領域からの光の線形な重ね合わせによって表される。
したがって、フィルタを用いる場合の光はフィルタを用いない状態での光からフィルタによって遮光された光を差し引いたものになる。
遮光された光による集光スポットは光学的な効果は開口数(NA)が小さくなるのと等価で、中心の振幅は小さく、スポット径は大きくなる。
この光を差し引くと、結果として中心ピークの幅は狭く、大きく波打った振幅分布となる。
平行光線をレンズで集光するとき、平行光の複素振幅分布 a(x,y) と集光スポットの複素振幅分布 A(X,Y) との関係は積分範囲 P の2次元フーリエ積分変換
{\displaystyle A(X,Y)={1 \over i\lambda d}\int \int _{P}a(x,y)\exp\{{-i{2\pi  \over \lambda d}(xX+yY)\}}dxdy}　(d は焦点距離)
で表すことができる。
これに透過率の分布を適用するとフィルタによる集光スポットの振幅分布の変化を求めることができる。
具体的には、超解像フィルタではスポット径の縮小、コントラストの低下、サイドロープの増大が起こることが確認できる。

## アポダイゼーション
アポダイゼーション(英:Apodization)は、超解像フィルタとは逆に光学系の入射瞳に中心部の透過率が高く、周辺部に行くに従って透過率が低下するフィルタであり、超解像フィルタとは逆に、高次の回折光を少なくすることで低周波のコントラストが向上する。結果、高周波のコントラストは低くなるので、像は鮮明になるが、解像度は低下する。